# Gabriele Thiersch
Gabriele Thiersch (* 1920 in Hof an der Saale; † 2000 in München) war eine deutsche Malerin.

## Leben
1936 übersiedelte die Familie Thiersch nach München-Nymphenburg. 1938 ging Gabriele Thiersch zuerst an die Akademie für angewandte Kunst in München und 1939 an die Akademie der Bildenden Künste München; sie studierte bei Adolf Schinnerer und in der Meisterklasse bei Julius Hess zeitgleich mit der Münchner Malerin Karoline Wittmann geb. Erlacher (* 1913 München † 1978). Nach der Zerstörung der Münchner Kunstakademie durch einen Bombenangriff beendete Gabriele Thiersch ihre Ausbildung und ging 1944 in den Elsaß. 1956 erfolgte ein dreimonatiger Aufenthalt in Spanien: danach war sie freischaffend tätig.
Thiersch arbeitete 1946 an Mosaiken von Karl Knappe mit. 1963 entwarf sie und führte die Fassadengestaltung des Schul- und Wohnheimes der Don-Bosco-Schwestern in Rottenbuch sowie Innendekoration aus. 
Ihr Lebensgefährte war der Maler Johann Däubler (* 4. Mai 1919 in Margertshausen; † München-Nymphenburg).

## Werke (Auswahl)
- Bodensee-Hinterland, Öl/Lw, 1943, 20 × 65 cm; Metz/Friedhofinsel, Öl/Lw, 1944, 60 × 80 cm; Metz/Friedhofinsel, Öl/Lw, 1944 60 × 80 cm.
- Metz/Industriekanal, Öl/Lw, 1944, 55 × 90 cm; Metz/Deutsches Tor, Öl/Lw, 1944/60, 60 × 80 cm; Madrid, 1957/88, Öl/Lw, 60 × 70 cm.
- Bei Malaga, ÖL/Lw, 60 × 70 cm, 1957; Benidorm, Öl/Lw, 1957/94, 60 × 80 cm; Olivenhain, Öl/Lw, 1964, 35 × 45 cm.
- Margiaga, Öl/Lw, 1964, 38 × 52 cm; Baumblüte in Oberitalien, Öl/Lw, 1964/84, 61 × 83 cm; Gardasee, Öl/Lw, Öl/Lw, 1984, 70 × 60 cm.
- Blühender Baum, Öl/Lw, ca. 1972, 29 × 26 cm; Kochelsee im Herbst, Öl/Lw, 1995, 30 × 35 cm; Sudelfeld/Grafenherberge, Öl/Lw, 1975/96, 44 × 60 cm.
- Toskana/Sonnenuntergang, Öl/Lw, 1990, 40 × 50 cm; Regentag auf Naxos, Öl/Lw, 1993, 35 × 40 cm; Auf Samos, Öl/Lw, 1993/96, 60 × 75 cm.
- Im Nymphenburger Park, Öl/Lw, 1991, 43 × 63 cm; Badenburg, Öl/Lw, 1991, 50 × 60 cm; Abend im Schlossrondell, Öl/Lw, 1991, 35 × 50 cm.

## Ausstellungen
- Beteiligung an der „Allgemeinen Deutschen Kunstausstellung Dresden“, 1946
- Nymphenburger Kunstausstellung, Erwin von Kreibig-Museum, 1995 und 1996